# La Puente, Kalifornien
La Puente är en stad (city) i Los Angeles County, i delstaten Kalifornien, USA. Enligt United States Census Bureau har staden en folkmängd på 40 107 invånare (2011) och en landarea på 9 km².